# Хайденхайм (Средняя Франкония)
Хайденхайм (нем. Heidenheim) — община в Германии, в земле Бавария.
Подчиняется административному округу Средняя Франкония. Входит в состав района Вайссенбург-Гунценхаузен. Подчиняется управлению Ханенкам. Население составляет 2364 человека (на 31 декабря 2010 года). Занимает площадь 52,29 км².
Коммуна подразделяется на 4 сельских округа.

## Население
По оценке на 31 декабря 2015 года население общины Хайденхайм составляет 2607 чел. 

| Дата      | 1840 | 1871 | 1900 | 1925 | 1939 | 1950 | 1961 | 1970 | 1987 | 2011 |
| --------- | ---- | ---- | ---- | ---- | ---- | ---- | ---- | ---- | ---- | ---- |
| Население | 3314 | 3027 | 2808 | 2623 | 2306 | 3148 | 2597 | 2404 | 2538 | 2498 |

| Год       | 1960 | 1970 | 1980 | 1990 | 2000 | 2009 | 2010 | 2011 | 2012 | 2013 | 2014 | 2015 |
| --------- | ---- | ---- | ---- | ---- | ---- | ---- | ---- | ---- | ---- | ---- | ---- | ---- |
| Население | 2557 | 2373 | 2476 | 2780 | 2735 | 2384 | 2364 | 2473 | 2580 | 2560 | 2561 | 2607 |